# Cis-1,4-Dichlor-2-buten
cis-1,4-Dichlor-2-buten ist eine chemische Verbindung des Chlors aus der Gruppe der aliphatischen ungesättigten Halogenkohlenwasserstoffe.

## Gewinnung und Darstellung
cis-1,4-Dichlor-2-buten kann durch Chlorierung von 1,3-Butadien gewonnen werden, wobei auch trans-1,4-Dichlor-2-buten und 3,4-Dichlor-1-buten entsteht.

## Eigenschaften
cis-1,4-Dichlor-2-buten ist eine licht- und feuchtigkeitsempfindliche gelbliche Flüssigkeit mit unangenehmem Geruch, die sehr schwer löslich in Wasser ist.

## Verwendung
cis-1,4-Dichlor-2-buten wird für die Herstellung von funktionalisierten 3,5-disubstituierten Cyclopent-2-enonen verwendet. Es wird auch als Zwischenprodukt für die Herstellung anderer Chemikalien eingesetzt, z. B. für die Herstellung von Chloropren und dient als Ausgangsstoff für die Herstellung von Adiponitril, Butan-1,4-diol und Tetrahydrofuran.

## Sicherheitshinweise
Die Dämpfe von cis-1,4-Dichlor-2-buten können mit Luft ein explosionsfähiges Gemisch (Flammpunkt 55 °C) bilden.